# Demet Mutlu
Demet Mutlu (New York, 22 agosto 1981) è un'imprenditrice turca con cittadinanza statunitense, fondatrice e CEO della piattaforma di e-commerce Trendyol.
Ha una ricchezza stimata da Bloomberg in oltre un miliardo di dollari.

## Biografia
Nasce nel 1981 a New York da una famiglia turca formata da un imprenditore edile e una impiegata bancaria. Dopo aver conseguito il diploma presso il liceo francese Saint-Michel di Şişli, Istanbul, si laurea con lode in Economia all'Università di New York. Matura successivamente esperienze professionali nei settori della finanza, del marketing e dello sviluppo aziendale tra Svizzera, Giappone, Stati Uniti e Turchia, prima di iscriversi alla Harvard Business School (dalla quale si ritira anzitempo).
Nel 2010 torna in Turchia e fonda la piattaforma di e-commerce Trendyol, che negli anni amplia le proprie attività e dà vita a servizi e piattaforme complementari come Trendyol Express (logistica), Trendyol Hızlı Market e Trendyol Yemek (consegna di generi alimentari e pasti), Trendyol Cüzdan (portafoglio digitale) e Dolap (piattaforma per la compravendita di abbigliamento usato). Mutlu è  anche tra i co-fondatori e investitori della società di videogiochi turca Peak Games.
Nel 2011 viene selezionata come una delle "10 imprenditrici più potenti del mondo" dalla rivista statunitense Fortune. Oltre agli affari, è attivamente impegnata nella promozione dell’imprenditoria femminile in Turchia.

### Vita privata
È stata sposata con il manager Evren Üçok. La coppia ha divorziato nel 2021.